# 八宝
八宝（学名：Hylotelephium erythrostictum）又称景天（北京）、活血三七、对叶景天、白花蝎子草，为景天科八宝属的植物。分布于日本、朝鲜、俄罗斯以及中国大陆的黑龙江、贵州、山西、安徽、四川、山东、浙江、湖北、河南、陕西、云南、河北、辽宁、吉林、江苏等地，生长于海拔450米至1,800米的地区，一般生长在山坡草地以及沟边，目前尚未由人工引种栽培。